# Alpha Bluff
Das Alpha Bluff ist ein hoch aufragendes Kliff an der Hillary-Küste im ostantarktischen Viktorialand. Es ragt im Westen der Shults-Halbinsel an der Ostflanke des Skelton-Gletschers auf.
Die neuseeländische Mannschaft der Commonwealth Trans-Antarctic Expedition (1955–1958) nahm 1957 eine Vermessung vor und benannte es nach dem griechischen Buchstaben Alpha, da es das südlichste einer Reihe von Kliffs entlang des Skelton-Gletschers ist.